# 上海壹周
上海壹周（英語：Shanghai Weekly），是一份由上海文艺出版社主办的周报。创办于2000年10月12日，前身为《上海文化报》，每周三发行，外埠也可买到。
2015年9月18日，《上海壹周》发布公告，自2015年11月起，该报正式停刊。

## 主要专栏及作者
- 安妮宝贝
- 苏丝黄(专栏作家)
- btr
- 连岳：情感问答专栏
- kevin
- 谁谁谁
- 王淑谨
- 沈大成
- 欧阳应霁：漫画专栏
- 微粒和尘远：漫画专栏